# Графство Монсон
Графство Монсон (исп. Condado de Monzón) — пограничное графство Королевства Леон в X—XI веках, в период новой внешней угрозы (Кордовский халифат) и распада королевской власти.

## История
Графство было создано королем Леона Рамиро II для Ансура Фернандеса в 943 году и десятилетиями управлялось его потомками, кланом Бану Ансур (Banu Anshur) или Ансуресами. Резиденция графства первоначально находилась в замке Курьель, а затем в Монтесоне. К востоку от него река Писуэрга служила границей с графством Кастилия. Графство Монсон раскинулось по обоим берегам Дуэро, к югу от реки территория графства включало Пеньяфьель или Сакраменью, к северу от реки она простиралась до Кантабрийских гор и включала население Редондоса, Муды, Руэды-де-Писуэргии Салинаса-де-Писуэрги.
Преемником Ансура Фернандеса на посту графа стал его сын Фернандо, у которого было пять братьев. Все пятеро, по-видимому, умерли раньше него, и когда он умер, у него не было сыновей. Его преемницей стала его сестра Тереза Ансурес, а через неё — её сын, король Леона Рамиро III. Король немедленно отправился в Санта-Мария-де-Фусьельос, главный религиозный центр графства, и наделил его деревнями Сан-Хулиан и Абанделья, чтобы обеспечить местную поддержку. Вдове Фернандо, Тоде, было разрешено сохранить титул кометисса (графиня) и управлять городом Дуэньяс, который был частью Монсона .
Графство исчезает из исторических записей во время его присоединения к короне, и оно, по-видимому, было включено в Кастилию после вступления на королевский престол Леона Бермудо II в 985 году. Кастильский граф Гарсия Фернандес пожертвовал деревню Сантьяго-дель-Валь в графстве Монсон монастырю Сан-Исидро-де-Дуэньяс в том же графстве, что указывает как на его способность распоряжаться землями Монсона, так и на его покровительство церкви в Монсоне. В грамоте Сан-Исидро за 990 год говорится о короле и графе кастильском, но не о каком-либо графе Монсонском. Первое достоверное указание на то, что кастильцы контролировали Монсон, содержится в документе короля Наварры Санчо III, в котором описывается, как он пришел к власти над Кастилией и Монсоном. После смерти Санчо Гарсии (1017) король Наваррский со своей матерью Хименой Фернандес и новый граф Кастилии Гарсия Санчес со своей матерью Урракой собрались вместе, чтобы подтвердить привилегии Монсона и Дуэньи в Хусильосе в пользу души покойного графа. (Санчо Памплонский был женат на Муниадоне, сестре Гарсии Санчеса. Монсон оставался в составе Кастильского графства до 1038 года, когда королем стал граф Кастилии Фернандо Санчес. Границы более позднего королевства Кастилия включали в себя старое графство Монсон. В 1067 году король Кастилии Санчо II сделал монастырь Санта-Мария-де-Мамблас к югу от Дуэро — дочерним домом Санто-Доминго-де-Силос. Вполне вероятно, что Мамблас представляет собой юго-западную оконечность графства Монсон, унаследованного Санчо Гарсией.
Аргумент историка Хусто Переса де Урбеля о том, что в 985 году Монсон был аннексирован кланом Бану Гомес, правившим Сальданьей и Каррион, был основан на документе 995 года, который называет их единственными правителями между Саморой и Кастилией, не указывая границ последней. Арабский историк XIV века Ибн Халдун также полагал, что Монсон был территорией племени Бану Гомес, но его свидетельство слишком запоздало, чтобы иметь самостоятельную ценность.

## Список графов
- Ансур Фернандес (943—947), сын графа Кастилии Фернандо Ансуреса
- Фернандо Ансурес (950—978), старший сын Ансура Фернандеса
- Тереза Ансурес (978 — ?), дочь Ансура Фернандеса и сестра Фернандо Ансуреса.
- Рамиро III Леонский (978—985), сын короля Леона Санчо I и Терезы Ансурес
- Гарсия Фернандес (985/990 — 995), сын графа Кастилии Фернана Гонсалеса
- Санчо Гарсия (995—1017), сын графа Кастилии Гарсии Фернандеса
- Гарсия Санчес (1017—1029), сын графа Санчо Гарсии
- Фердинанд I Леонский (1029—1038), сын короля Наварры Санчо III и Мунии Санчес, дочери Санчо Гарсии.